# Мала Василівка
Мала́ Васи́лівка — село Любашівської селищної громади Подільського району Одеської області України. Населення становить 302 особи.

## Символіка
На гербі села Мала Василівка на синьому полі зображено срібного журавля, який стоїть на одній нозі. У піднятій тримає золоту дубову гілочку з жолудем і двома листочками, під ними – золоте гроно винограду з листочком.

## Історія
Під час організованого радянською владою Голодомору 1932—1933 років померло щонайменше 2 жителі села.
Колишній орган місцевого самоуправління — Маловасилівська сільська рада.
12 червня 2020 року, відповідно до Розпорядження Кабінету Міністрів України від № 724-р «Про визначення адміністративних центрів та затвердження територій територіальних громад Одеської області», увійшло до складу Любашівської селищної громади.
19 липня 2020 року, в результаті адміністративно-територіальної реформи і ліквідації Любашівського району, село увійшло до складу новоутвореного Подільського району.

## Населення
Згідно з переписом УРСР 1989 року чисельність наявного населення села становила 329 осіб, з яких 139 чоловіків та 190 жінок.
За переписом населення України 2001 року в селі мешкали 302 особи.

### Мова
Розподіл населення за рідною мовою за даними перепису 2001 року:
| Мова       | Відсоток |
| ---------- | -------- |
| українська | 96,03 %  |
| молдовська | 2,98 %   |
| російська  | 0,99 %   |